# Minirock

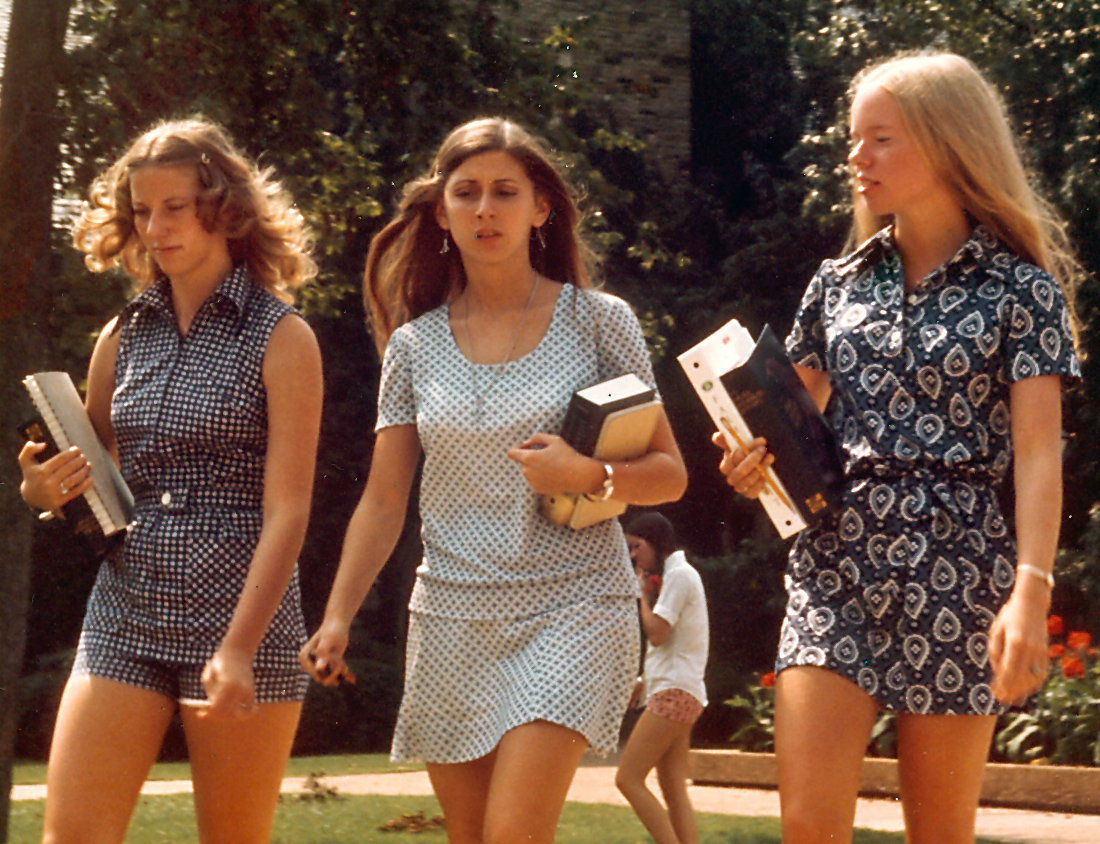
Hotpants, Minirock und Minikleid (USA 1973)

Ein Minirock ist ein kurzer Rock, dessen Saum oberhalb des Knies endet.

## Geschichte
Kurze Röcke waren zu unterschiedlichen Zeiten und Kulturen als praktische Kleidung mit viel Beinfreiheit bekannt, beispielsweise als Lendenschurz. In der Antike waren kurze Röcke auch als Männerröcke weit verbreitet, zum Beispiel in Ägypten und Griechenland. Heute noch gehören kurze, rote Röcke zur traditionellen Stammestracht der Massai-Männer.

### Bühne und Film

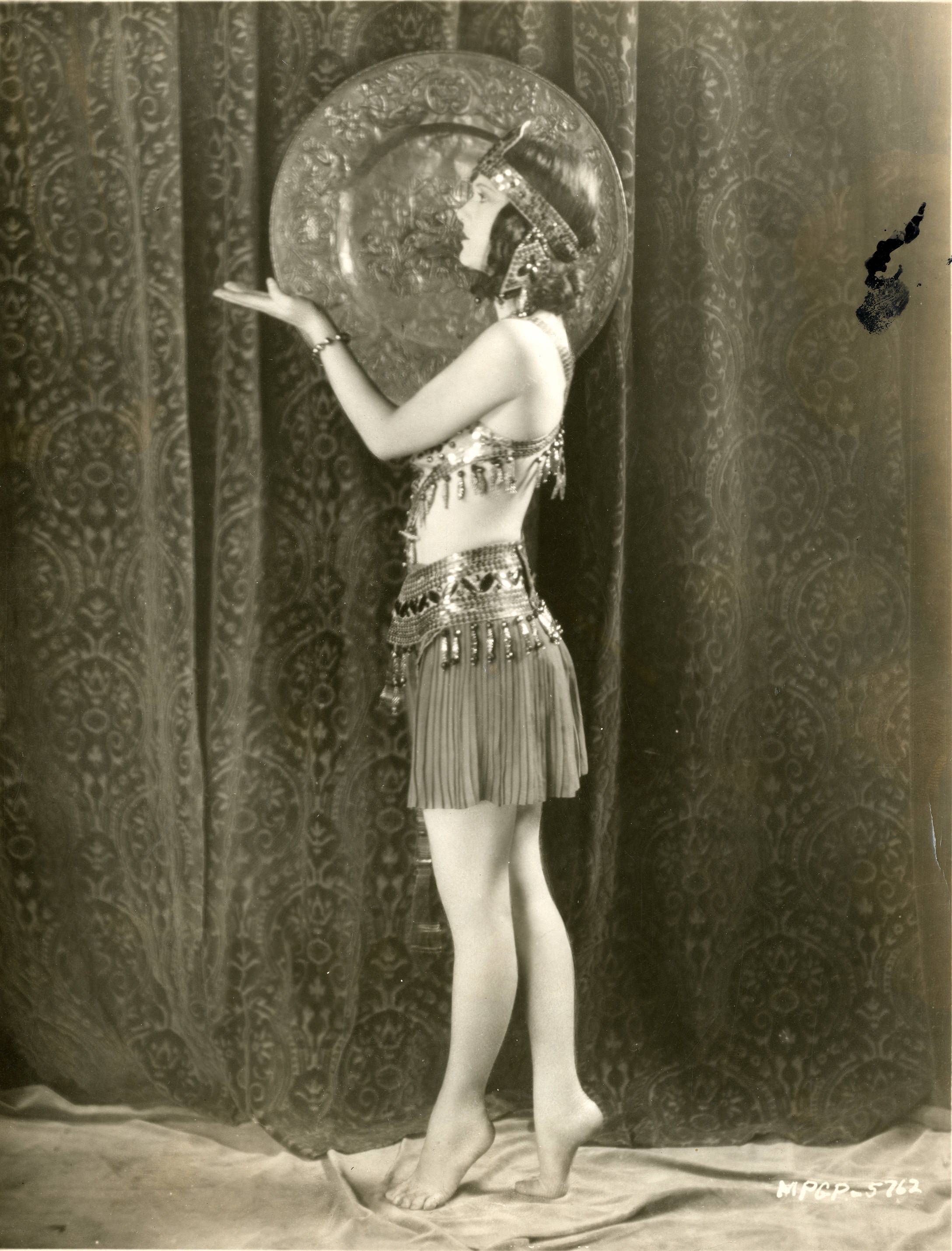
Die Tänzerin Betty Arlen 1925 im kurzen Rock, die im selben Jahr im Film Die Revue schöner Frauen auftrat

Kurze Röcke wurden durch den großen Erfolg der Operette Der Zarewitsch von Franz Lehár im Jahre 1932 in die Bühnenwelt eingeführt. Im 1934 erschienenen Buch Bunte Bilder – Deutsche Bühne wurden Bühnenfotos veröffentlicht. In der Folgezeit trugen vor allem Tänzerinnen in verschiedenen Filmen kurze Röcke. So sind in Frauen für Golden Hill (1938) während einer Gesangseinlage von Kirsten Heiberg Revuetänzerinnen in kurzen, futuristisch anmutenden Röcken zu sehen, die in der Mitte mit dem kurzen Oberteil verbunden waren. Auch in den 1940er Jahren waren kurze Röcke häufig in Revuefilmen und Musicals zu sehen. In Du warst nie berückender etwa präsentierte sich Rita Hayworth in der Tanznummer Shorty George mit Fred Astaire in einem Faltenminirock mit über dem Bauchnabel geknoteter Bluse. In den 1930er und 1940er Jahren gehörte der Minirock vor allem in den USA zum Outfit von Cigarette girls, die ihre Waren in Clubs und Bars feilboten. Cigarette girls treten auch in Ninotschka (1939) auf, wo sie kurze schwarze Minikleider mit Puffärmeln tragen, deren Saum deutlich oberhalb des Knies endet. Kurze Röcke und Kleider wurden im Alltag damals nicht getragen.

### 1960er Jahre
Die Modedesignerin Mary Quant kreierte Anfang der 1960er Jahre in England kurze Röcke für die Damenmode und nannte sie „Minirock“. Der Minirock wurde 1962 in der britischen Vogue abgebildet. Zunächst wurde er aufgrund seiner erotisch konnotierten Wirkung kontrovers diskutiert, setzte sich aber durch. Mary Quant wurde 1966 mit dem Order of the British Empire ausgezeichnet. Zur Verleihung im Buckingham Palace erschien sie im Minirock. Etwa im Sommer 1968 erreichte der Minirock seine größte Popularität. Im Jahr 1969 folgte der besonders kurze „Mikrorock“. Der französische Modedesigner André Courrèges etablierte den Minirock in der Pariser Modewelt. Der Minirock ist ein Beispiel für die Popkultur der weiblichen Jugend der „westlichen Welt“ in den 1960er- und 1970er-Jahren. Dort sind Minirock und Minikleid mittlerweile als Alltagsbekleidung etabliert und werden vor allem in den warmen Jahreszeiten getragen.

## Wahrnehmung
Der Minirock wurde teils als provozierend oder als Ausdruck von Respektlosigkeit wahrgenommen, teils aber auch als Zeichen eines neuen Selbstverständnisses und -bewusstseins der sich von überkommenen Zwängen befreit fühlenden Frauen verstanden. Die neue Länge konnte sich in allen Gesellschaftsschichten durchsetzen. Miniröcke gab es bald in allen Materialien, von edel bis billig, und sie wurden bei vielen Gelegenheit getragen. Auch im Winter wurden Miniröcke zusammen mit Strumpfhosen getragen.
Kurze Zeit später brachte die Modeindustrie den bodenlangen Maxirock als Kontrast auf den Markt. 1971 wurden Hot Pants Mode, die aber in den folgenden Jahren ebenso wie der Mini- und Maxirock durch die Verbreitung langer Frauenhosen an Bedeutung verloren. Eine Weiterentwicklung ist der Skort als Sportbekleidung.

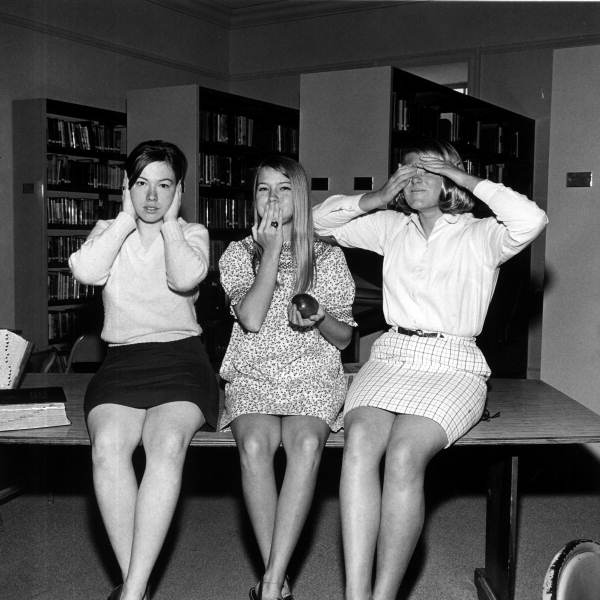
Schülerinnen im Minirock und Minikleid in Fort Lauderdale, USA, um 1966
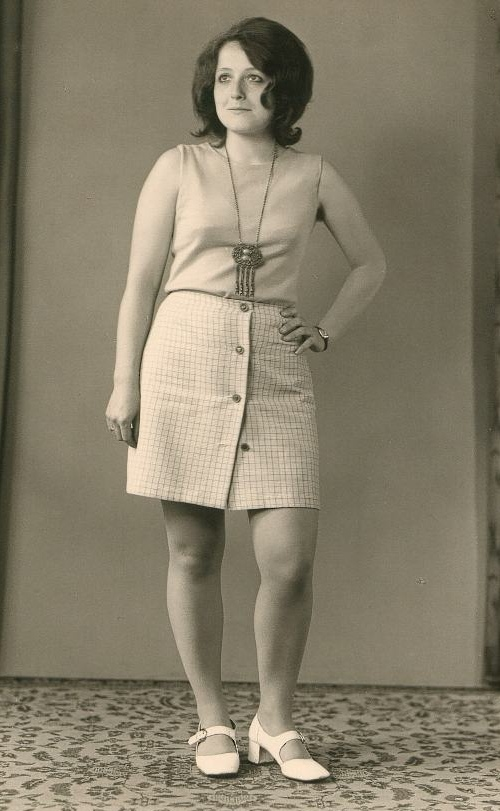
Der Minirock in der Mode, Deutschland, 1970
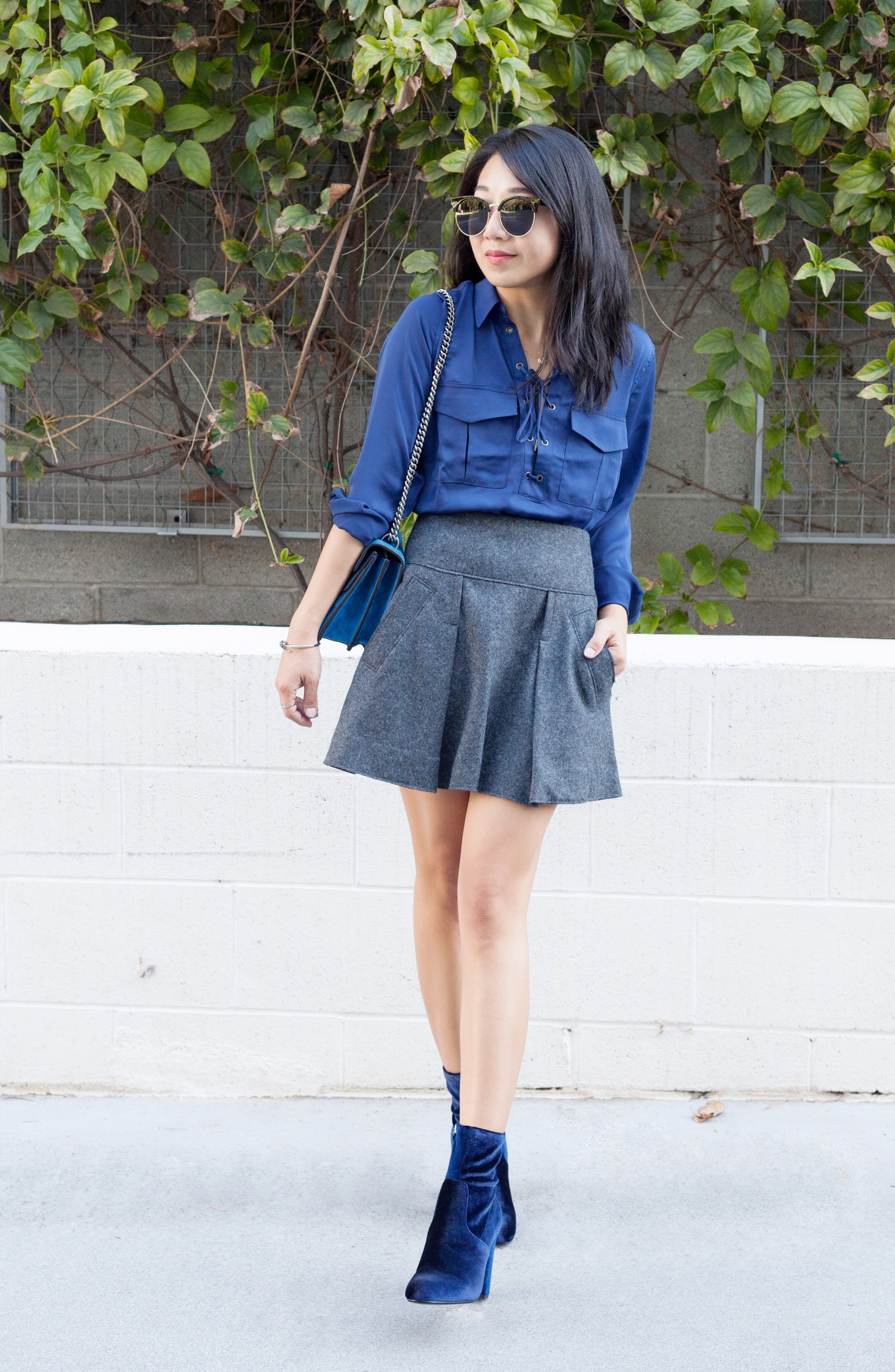
Eine Frau im Woll-Minirock, 2016
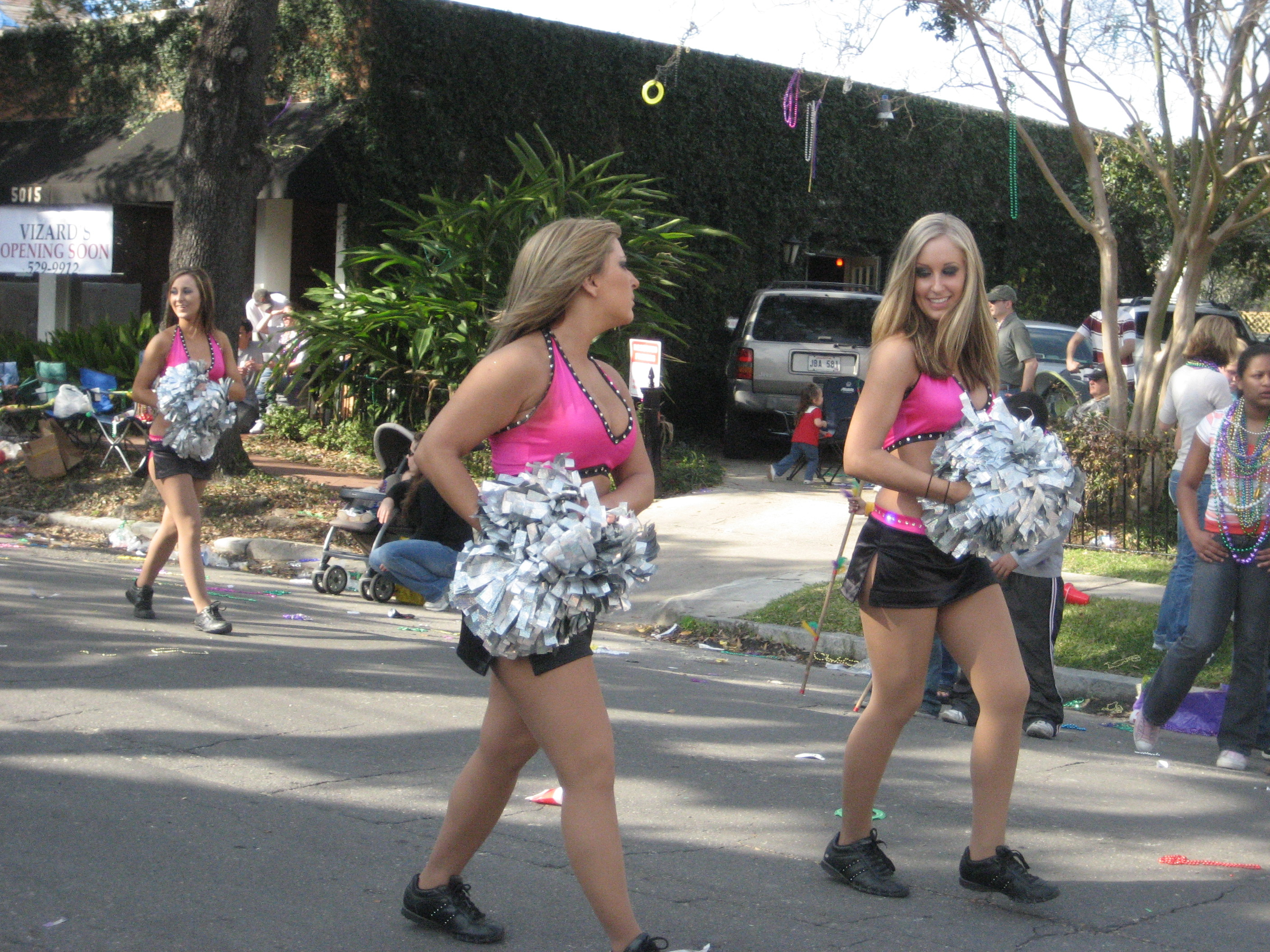
Mikro-Röcke als Teil einer Cheerleader-Uniform, New Orleans, 2008